# The Deep End
The Deep End är den norska rockgruppen Madrugadas fjärde album, släppt på EMI, i februari 2005. I Norge, har albumet sålts i över 70 000 exemplar.

## Låtlista
Alla låtar är skrivna av Høyem och Madrugada, förutom spår 10 & 12, som är av Burås, Høyem och Madrugada.
1. "The Kids Are on High Street" – 4:57
2. "On Your Side" – 3:53
3. "Hold on to You" – 6:34
4. "Stories from the Streets" – 5:19
5. "Running Out of Time" – 6:08
6. "The Lost Gospel" – 3:53
7. "Elektro Vakuum" – 4:50
8. "Subterranean Sunlight" – 3:59
9. "Hard to Come Back" – 4:04
10. "Ramona" – 3:55
11. "Slow Builder" – 6:14
12. "Sail Away" – 6:09
13. Life in the City (Bonusspår) 2:58
14. I'm in Love (Bonusspår) 3:44

Bonusspåren är bara med på den begränsade utgåvan.

## Banduppsättning
- Sivert Høyem - sång
- Frode Jacobsen - bas
- Robert Burås - gitarr